# Mysy (rejon ochański)
Mysy (ros. Мысы) – wieś (dieriewnia) w Rosji, w Kraju Permskim, w rejonie ochańskim. W 2010 liczyła 4 mieszkańców.